# Філіпчук Василь Олександрович
Васи́ль Олекса́ндрович Філіпчу́к (нар. 22 жовтня 1971, Чернівецька область, Кіцманський район, с. Киселів) — український дипломат, політик, громадський діяч, речник МЗС України (2005—2006), колишній директор Департаменту європейської інтеграції Секретаріату КМУ (2012—2013).
Має 3 ранг державного службовця, дипломатичний ранг — Надзвичайний і Повноважний Посланник другого класу.
З 2014 — Голова правління, з 2016 — Головний радник Міжнародного центру перспективних досліджень (МЦПД).
Засновник інтернет-видання «Апостроф» (2014) та телеканалу «Апостроф TV» (2020).

## Освіта
- 1988—1993 — Чернівецький державний університет
- 1996—1997 — Українська академія державного управління при Президентові України, отримав кваліфікацію викладача історії, магістра державного управління.[2]
- 2012—2014  — аспірант кафедри європейської інтеграції Національної Академії державного управління при Президентові України. У червні 2014 року захистив дисертацію на здобуття наукового ступеня кандидат наук з державного управління «Європейська інтеграція як засіб націєтворення в Україні».

## Біографічні відомості
Народився на Буковині, у родині будівельників.
У роки навчання у Чернівецькому державному університеті брав участь у перших мітингах Народного руху України (серпень 1989). Згодом став одним з членів НРУ, засновником Спілки української молоді Буковини. Брав участь у Студентській революції на граніті.
Був засновником одного з перших незалежних буковинських видань «Смолоскип». У 1992 був одним з ініціаторів відродження «Пласту» на Буковині, організовував молодіжні табори «Пласту».
Після закінчення у 1993 Чернівецького державного університету працював вчителем історії та німецької мови Довгопільської середньої школи у Чернівецькій області. У 1994 році працював журналістом у місцевих та всеукраїнських виданнях.
Протягом 1995 Василь Філіпчук працював на посаді головного спеціаліста, потім заступника керівника відділу молоді та спорту Чернівецької обласної державної адміністрації. Протягом 1995—1997 працював помічником Народного депутата України, радником (Комітет у закордонних справах, Верховна Рада України).
Згодом обіймав різноманітні дипломатичні посади, займався громадською діяльністю, організував успішні проєкти у сфері медіа.

## Дипломатична кар'єра
Дипломатичну кар'єру Василь Філіпчук розпочав у Міністерстві закордонних справ. З 1997 по 1999 працював першим секретарем Департаменту євроатлантичної інтеграції, керівником відділу Управління Європейського Союзу МЗС України.
У цей час за його авторства було підготовлено проект «Стратегії інтеграції України до ЄС», що була затверджена указом президента 11 червня 1998.
З 1999 по 2003, Василь Філіпчук працював першим секретарем, радником Представництва України при Європейському Союзі. З 2003 по 2004 — головним радником Управління політичного аналізу та планування МЗС України. 2004—2005 — заступником директора Політичного департаменту МЗС України
- 2005 (серпень) — 2006 — керівник прес-служби Міністерства закордонних справ України.[6]
- 2006 (серпень) — 2010 — заступник голови Представництва України при Європейському Союзі.[6]
- 2010—2011 — директор Департаменту Європейського Союзу, МЗС України.[1]
- 2011—2012 — директор Політичного департаменту, МЗС України.
- 2012 (10 травня) — 2013 — директор Департаменту європейської інтеграції Секретаріату Кабінету Міністрів України.[2]

## Громадська діяльність
У 2014 році Василь Філіпчук став головою правління Міжнародного центру перспективних досліджень (МЦПД). Під його керівництвом МЦПД було організовано десятки конференцій, круглих столів та інших заходів з проблем євроатлантичної інтеграції України, міжнародної безпеки, а також інших внутрішньополітичних та зовнішньополітичних питань. У 2016 році Василь Філіпчук стає Головним радником МЦПД.
У 2020 році Василь Філіпчук приєднався до «Ініціативи 16 липня», до якої увійшли провідні українські громадські та політичні діячі, вчені, митці. Ініціатива ставить за мету проведення загальнонаціонального інклюзивного діалогу для визначення майбутнього України на основі принципів національного консенсусу.
Василь Філіпчук також брав участь у діяльності Euro-Atlantic Security Leadership Group (EASLG), що спрямована на посилення безпеки в Україні та євроатлантичному регіоні.

## Медіа-проекти

### Сайт «Апостроф»
Навесні 2014 Василь Філіпчук ініціював створення нового незалежного інформаційного інтернет-ресурсу, який, за його словами, став би відповіддю «на запит суспільства на нові смисли, новий контент, нове бачення того, хто ми, де ми, куди ми рухаємося» У серпні 2014 було запущено сайт «Апостроф», власником якого стало ТОВ «Європейська медіа-група», 100 % засновником якого у свою чергу є Василь Філіпчук.

### Сайт «Реаліст»
Пізніше він вирішив підтримати інформаційний інтернет-проект «Реаліст» — з 2016 року Василь Філіпчук є 100 % засновником ТОВ «Глас-Медіа», якому належить сайт «Реаліст».

### Апостроф TV
Практично відразу після успішного запуску сайту «Апостроф», за словами Василя Філіпчука, у нього з'явилися плани щодо розширення аудиторії за допомогою виробництва відео-продукту. Відтак у 2016 році спершу в межах сайту було організовано відео-студію, а згодом, після отримання у 2019 році ліцензії, почалася підготовка до запуску повноцінного телеканалу. Навесні 2020 року відбувся перший технічний прогон, а 1 червня розпочалося супутникове мовлення нового інформаційного телевізійного каналу Апостроф TV. Наразі «Апостроф TV» можна переглядати через супутник Astra, за допомогою кабельних мереж і провайдерів інтернет-телебачення. У найближчій перспективі, за словами Василя Філіпчука, отримання Т2-ліцензії для каналу «Апостроф TV». Згідно з даним Мінюсту, Василю Філіпчук є власником частки у 40 % ТОВ «Апостпроф ТВ».

## Родина
Одружений, має чотирьох синів.

## Відзнаки
Нагороджений Почесною грамотою Верховної Ради України.

## Різне
Знання мов: українська — рідна; англійська, німецька — вільно, французька — зі словником.
Серед захоплень — література (є власником значної бібліотеки українських і зарубіжних стародруків), подорожі, а також спорт.

## Публікації
1. Філіпчук В. О. «Руска Рада» — перше українське політичне товариство на Буковині // До витоків назви краю Буковина (600 річчя першої писемної згадки): Тези доповідей та повідомлень ІІ Буковинської історико-краєзнавчої конференції — Чернівці: ЧДУ, 1992. — С. 17—19.
2. Добржанський О. В., Філіпчук В. О. «Руска Рада» — перше українське політичне товариство на Буковині // Вісник Центру Буковинознавства. Серія історична. Вип. 1. — Чернівці: ЧДУ, 1993. — С. 107—115.
3. Філіпчук В. О. Початки українського національного відродження на Буковині // Український історичний журнал — 1999. № 2, ст. 58—73, № 4, ст. 64—74.
4. Філіпчук В. О. Деякі аспекти історії поляків та українсько-польських стосунків на Буковині // Журнал Ї — 1998. № 14 «Україна — Польща. Роль та Місце у Європейській Інтеграції».
5. Г. Манчуленко, В. Філіпчук. Народний депутат України: конституційно-правовий статус // Віче — 1998. — № 1. — С. 3—12.
6. Філіпчук В. О. Europa Irredenta // Нова Хвиля — 1997. — № 1. — С. 16—20
7. Олександр Сушко, Василь Філіпчук. Заявка на членство в ЄС: строки й варіанти для України // Дзеркало тижня. — 2005. — 5—11 лютого.
8. Олександр Сушко, Василь Філіпчук. Угода про асоціацію з ЄС: чи така вже й необхідна? // Дзеркало тижня. — 2005. — 12—18 березня
9. Філіпчук В. О. Як не заблукати між пан'українським імперіалізмом та євро критицизмом // Дзеркало тижня. — 2009. — 28 листопада
10. Філіпчук В. О. Дипломатична служба України: концепція та технологія реформування // Модернізація України: визначення пріоритетів реформ — Київ, 2009, ст. 58—64
11. Філіпчук В. О. Реформа дипломатичної служби // Євроатлантика — 2010. — № 1.
12. Vasyl Filipchuk. EU — Ukraine relations // Centre d'etudes de defence — Bruxelles, 2002 — pp.
13. Філіпчук В. О. Інтеграція України до Європейського Союзу. Монографія. Дніпропетровськ: Інновація, 2005. — 141 с.
14. Філіпчук В. О. Державна політика і процеси націотворення: проблемність, взаємовплив та взаємозалежність //Вісник Української Академії державного управління при Президентові України. — 1998. — № 1.
15. Філіпчук В. О. Державна політика: спроба концептуального визначення // Зб. Наук. праць Української Академії державного управління при Президентові України. / За заг. ред. В. І. Лугового та ін. — К., 1998. — Вип. 1. — С. 156—166
16. Філіпчук В. О. Українське національне відродження: регіональний історичний досвід // Актуальні проблеми реформування органів державного управління: Науково-практична конференція викладацького складу та слухачів УАДУ при Президентові України 26—28 травня 1997 року. Тези доповідей та повідомлень — К., 1997. — С. 35—36
17. Філіпчук В. О. Асоціація України з Європейським Союзом: деякі процедурні аспекти // Актуальні проблеми державного управління на сучасному етапі державотворення. Матеріали VI науково-практичної конференції 22 листопада 2012 року. — Луцьк, 2012. С. 64—66
18. [Архівовано 4 жовтня 2013 у Wayback Machine.] Василь Філіпчук. Яке майбутнє чекає Україну // Дзеркало тижня. — 2013. — 06 вересня.
19. A Peace Deal is Possible. By Vasyl Filipchuk and Amanda Paul, March 18, 2014
20. Філіпчук В. О. Чи є вихід із Женевського тупика? «Дзеркало тижня. Україна» № 15, 13 квітня 2014 р.
21. Vasyl Filipchuk. Russian Aggression, International Support and Action Plan for Ukraine" // 4 of March, 2014
22. Vasyl Filipchuk. Mapping of dialogue initiatives to resolve the conflict in Ukraine .ICPS. 2015
23. Vasyl Filipchuk: Getting out of Minsk dead lock: two scenarios for Ukraine — 11 of May, 2016
24. Филипчук В. О. Война на Донбассе: почему Минские соглашения стали ловушкой для Украины. Апостроф, 17 лютого 2016 р.
25. Філіпчук В. О. Міжнародна миротворчість та війна на сході України: чи є точки дотику? МЦПД , 11 травня 2016 р., 44 с.
26. Філіпчук В. О. Міжнародна миротворчість та війна на сході України: чи є рецепт мирного врегулювання? «Дзеркало тижня. Україна» № 17, 13 травня 2016 р.
27. Филипчук В. О. Война в Украине: назван способ, как эффективно наказать Россию. Апостроф, 25 вересня 2016 р.
28. Моделі і ціна врегулювання конфлікту на Донбасі: міжнародний досвід та українські реалії. МЦПД , 30 листопада 2016 р., 28 с.
29. Філіпчук В. О. Розмінна монета чи поле бою: що буде з Україною у 2017 році. 9 кроків до врегулювання конфлікту з Росією. Апостроф, 3 січня 2017 р.[12]